# Шарад (писта)
Сиркуит Шарад (на френски: Circuit de Charade) е писта за провеждане на автомобилни и мотоциклетни състезания, намираща се в Клермон Феран, Франция.

## История
Построена е през 1958 г. Там са проведени четири състезания Гран При на Франция. След като през 1972 г. състезателят Хелмут Марко частично губи зрението си при инцидент по време на състезанието, Формула 1 вече не се провежда там. Съкратен вариант на пистата се използва и днес при състезания като Формула 3.

## Характеристики
Пистата с първоначална дължина 8.055 км е разположена около склоновете на затихнал вулкан и се отличава със сложен профил. Сравнявана е с Нюрбургринг. Днес все още се използва съкратеният вариант на пистата с дължина 3,975 км.

## Победители във Формула 1
| Година | Пилот        | Конструктор    | Писта | Статистика |
| ------ | ------------ | -------------- | ----- | ---------- |
| 1972   | Джеки Стюарт | Тиръл-Форд     | Шарад | Статистика |
| 1970   | Йохен Риндт  | Лотус-Форд     | Шарад | Статистика |
| 1969   | Джеки Стюарт | Матра-Форд     | Шарад | Статистика |
| 1965   | Джим Кларк   | Лотус-Клаймакс | Шарад | Статистика |